# Димо Бодуров
Димо Бодуров е бивш кмет на град Велики Преслав, представен от партия ГЕРБ в периода 2007 – 2011.

## Биография

### Образование
Висшето си образование изкарва в Техническия университет в Варна, а втората си магистърска специалност във Великотърновския университет.

### Професия
От 1992 година работи в Завода за автомобилни надстройки във Велики Преслав, а от 2005 година е специалист по европейски проекти в общинската администрация.

### В политиката
На местните избори през 2007 година е избран за кмет на Велики Преслав.